# Scouse
El scouse es un dialecto y un acento característico de la ciudad inglesa de Liverpool y su área de influencia la región del Merseyside, conocido técnicamente también como inglés de Liverpool, o inglés de Merseyside. El uso del dialecto se extiende a Birkenhead y toda la costa de Gales del Norte, desde Flintshire y Wrexham, donde la influencia es más fuerte, hasta Prestatyn, Rhyl, Colwyn Bay, Penmaenmawr y Bangor donde los acentos locales se superponen con el galés y el scouse. En algunos casos el scouse puede oírse también en Runcorn y Widnes en Cheshire, así como en Skelmersdale en Lancashire.
El acento scouse es sumamente distintivo y tiene poco en común con el que se utiliza en las vecinas regiones de Cheshire y Lancashire. Algunas áreas de Merseyside, sin embargo, como St. Helens y Southport, mantienen acentos similares al histórico acento lancasteriano, característico del norte de Inglaterra.
Hasta la década de 1950, el scouse estuvo limitado a Liverpool, momento en que fueron demolidas las viviendas precarias ubicadas en la zona céntrica, produciendo una migración de las clases obreras hacia nuevos barrios suburbanos. La expansión de la ciudad puso en contacto a sus habitantes con áreas que no estaban históricamente asociadas con Liverpool, como Prescot, Whiston y Rainhill, en Merseyside, así como Widnes, Runcorn y Ellesmere Port in Cheshire.
El scouse registra variaciones zonales, tanto en el acento como en el dialecto, así como coloquialismos populares, que muestran un alejamiento progresivo del dialecto lancasteriano, y una expansión del scouse en un área cada vez más amplia.
Debido al acento, es muy habitual utilizar el gentilicio "scouser", para referirse a la persona que habita Liverpool.

## Etimología
La palabra "scouse" es una abreviatura de la palabra "lobscouse", cuyo origen es incierto. Se relaciona con las palabras noruega lapskaus, sueca lapskojs, neerlandesa labskous y bajo alemana Labskaus, y se refiere a un estofado común entre los marineros. En el siglo XIX era habitual entre los habitantes pobres de Liverpool, Birkenhead, Bootle y Wallasey comer "scouse", un plato barato y familiar en el mundo de los marineros. Los ingleses de fuera de estas regiones, solían llamar a sus habitantes como "scousers".
En The Lancashire Dictionary of Dialect, Tradition and Folklore, Alan Crosby sugiere que la palabra comenzó a usarse nacionalmente, con un sentido peyorativo, a partir del programa de televisión de la BBC llamado Till Death Us Do Part (1965-1975), cuyos personajes centrales eran un socialista de Livepool que hablaba scouse, y un conservador de Londres, que hablaba cockney.

## Orígenes
Liverpool fue inicialmente una pequeña aldea de pescadores. A partir del siglo XVIII, se convirtió en el principal puerto comercial internacional del Imperio Británico, incluyendo el comercio de personas reducidas a la esclavitud. La ciudad recibió personas provenientes de muy diversos lugares, destacando las migraciones masivas de irlandeses de quienes procede el actual acento característico de Liverpool, y en menor medida africanos y caribeños, que conformaron la comunidad negra más antigua en Europa.
Hasta mediados del siglo XIX el acento dominante en Liverpool era similar a las áreas circundantes de Lancashire. La influencia de los inmigrantes contribuyó a crear un acento distintivo en Liverpool. La primera referencia a un acento específico en Liverpool data de 1890.
El lingüista Gerald Knowles sugirió que la característica nasal del acento pudo haber derivado de las malas condiciones de salud de la población de Liverpool en el siglo XIX, que hizo padecer enfermedades respiratorias a amplios sectores, causando el sonido nasal que luego fue imitado socialmente.

## Investigación académica
Las primeras investigaciones realizadas sobre los dialectos ingleses, dejaron de lado al scouse. El investigador Alexander John Ellis dijo que Liverpool y Birkenhead "no tenían dialecto propio", debido a que él consideraba que los dialectos eran formas de hablar que pasaban de generación en generación desde los antiguos hablantes germánicos. Ellis investigó algunos lugares de Wirral, pero sus entrevistados hablaron en el tradicional dialecto de Cheshire y no en scouse.
La Encuesta de Dialectos Ingleses realizada en la década de 1950 grabó el tradicional dialecto lancasteriano desde Halewood y no encontró ninguna influencia del scouse. En ese momento, el fonetista John C Wells sostuvo que "El acento scouse podría no existir" en la obra The Linguistic Atlas of England (Atlas Lingüístico de Inglaterra), que fue la principal obra resultante de la encuesta mencionada en la frase anterior.
El primer estudio académico sobre el scouse fue realizado por Gerald Knowles en la Universidad de Leeds en 1973. Knowles se dio cuenta de que la investigación tradicional sobre dialectos había estado enfocada a analizar el desarrollo de una sola protolengua, pero el scouse (y muchos otros dialectos urbanos) han sido el resultado de la interacción de un número desconocido de protolenguas. También notó que la escritura fonética tradicional no podía dar cuenta del scouse.

## Reconocimiento internacional
El scouse se distingue considerablemente de otros dialectos ingleses. El 16 de septiembre de 1996 Keith Szlamp presentó la solicitud a la IANA para obtener el reconocimiento del scouse como dialecto. Después de presentar las referencias necesarias, el pedido fue aceptado el 25 de mayo de 2000, razón por la cual los documentos presentes en Internet pueden ser categorizados con la etiqueta "en-Scouse".
El acento scouse se hizo muy conocido internacionalmente debido a la banda de rock The Beatles, originada en Liverpool, con la salvedad que el scouse de las décadas de 1950 y 1960, cambió considerablemente desde entonces.